# Примарна лінія

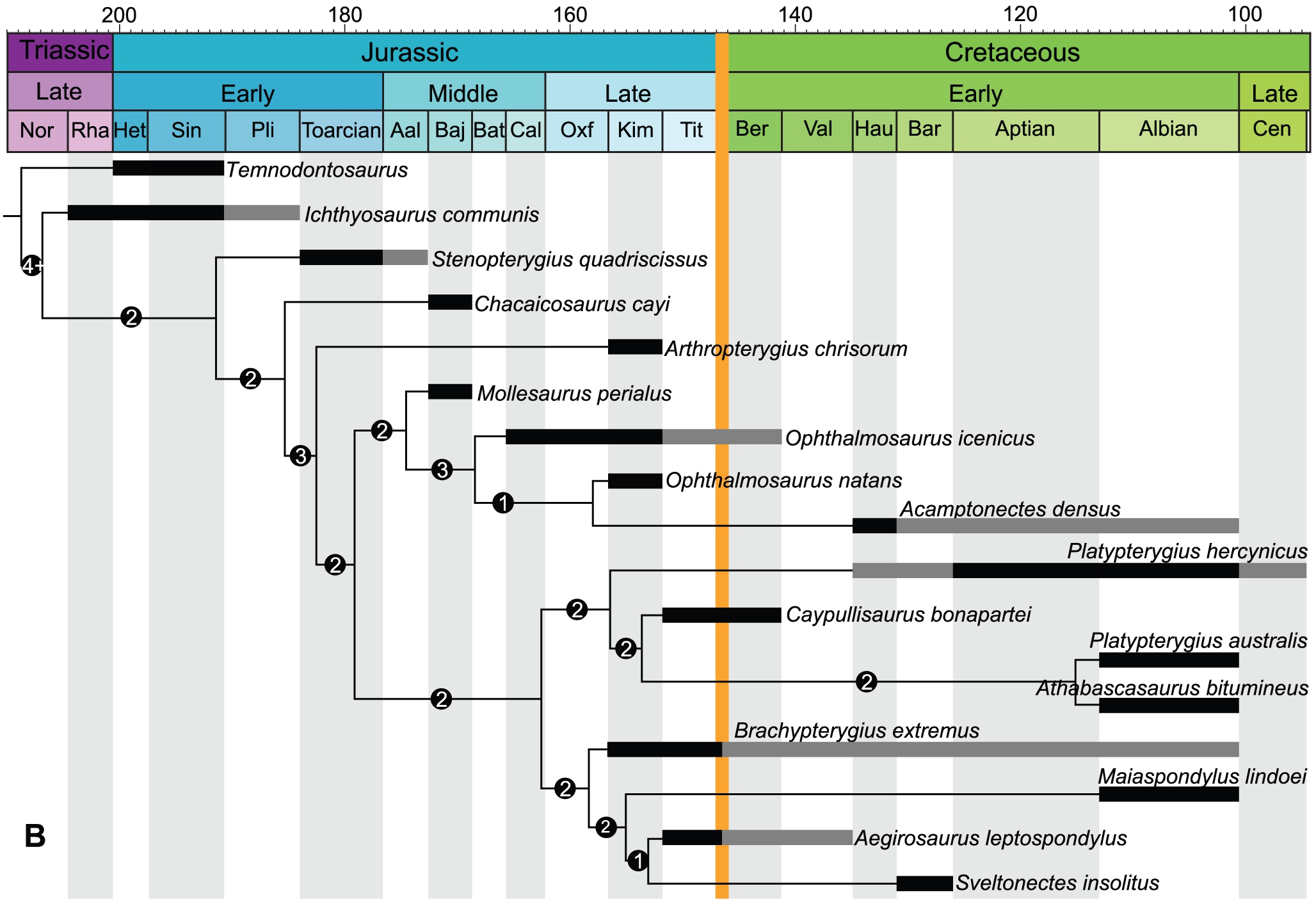
Філогенія іхтіозаврів. Товсті горизонтальні лінії означають існування літопису скам'янілостей для відповідного часу і таксонів, тонкі лінії представляють собою лінії-примари

Примарна лінія — палеонтологічний термін, що означає філогенетичну лінію, існування якої передбачається, але не має викопних доказів. Іншими словами, це — ланцюжок форм, які походять одна від одної, але на існування якого є лише непрямі вказівки.
Назва і концепція належать палеонтологові Марку Нореллу. У 1992 році він дав такий опис цієї концепції: «Ці додаткові істоти — це таксони (групи), які, за прогнозами, знаходяться всередині галузистої структури філогенетичних дерев … Я називаю їх примарними лініями, оскільки їх не видно в літописі скам'янілостей.» У кількох наступних статтях Норелл уточнив визначення.

## Приклади

Приклади «прогалин» у літописі скам'янілостей тварин, що мають тверді частини тіла

У палеонтологічному літописі деяких груп організмів є прогалини. Ці групи можуть бути близькі до інших сучасних або викопних груп, проте викопних решток, що проливають світло на їхні родинні зв'язки, немає. Класичним прикладом такої групи є целакантоподібні — риби, близькі до двоякодишних риб і примітивних чотириногих. Викопних решток целакантоподібних за останні 80 млн років не знайдено, хоча ці риби існували весь цей час і продовжують існувати в наші дні (латимерія). Таким чином, філогенетична лінія целакантів протягом останніх 80 млн років є примарною. Причиною цього можуть бути місця їх проживання: глибоководні райони поблизу вулканічних островів.
Ще одним прикладом є тероподи групи Averostra, примарна лінія яких значно укоротилася завдяки відкриттю Tachiraptor.

### Ресурси Інтернету
- Matt Wedel: Ghost lineages. University of California Museum of Paleontology, www.ucmp.berkeley.edu, Mai 2010.